# U. V. Swaminatha Iyer

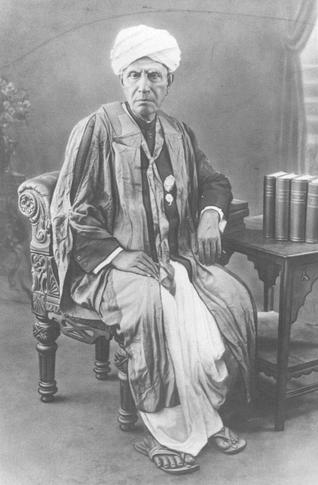
U. V. Swaminatha Iyer

U. V. Swaminatha Iyer (Uthamadhanapuram Venkatasubbaiyer Swaminatha Iyer, Tamil: உ. வே. சாமிநாதையர் U. Vē. Cāminātaiyar [ˈsaːminaːd̪ai̯jər]; geb. 19. Februar 1855 in Sooriyamoolai, gest. 28. April 1942 in Tirukalukundram) war ein tamilischer Philologe. Swaminatha Iyer durchlief in seiner Jugend eine traditionelle Gelehrtenausbildung und verlegte sich dann darauf, Texteditionen von Werken der Tamil-Literatur zu erstellen. Ab 1887 edierte er eine Vielzahl von klassischen Werken, die zuvor in Form von Palmblattmanuskripten überliefert worden waren, darunter mehrere Werke der alttamilischen Sangam-Literatur sowie die Epen Sivagasindamani, Silappadigaram und Manimegalai. Durch seine Textausgaben machte Swaminatha Iyer diese weitgehend in Vergessenheit geratenen Texte einer größeren Öffentlichkeit zugänglich und trug so maßgeblich zum Erstarken des tamilischen Kulturbewusstseins bei, das zur sogenannten Tamilischen Renaissance führte. Obgleich nicht allein für die Wiederentdeckung der klassischen Tamil-Literatur verantwortlich, war Swaminatha Iyer der bekannteste und produktivste der Herausgeber. Für sein Lebenswerk wurde er mit dem Beinamen Tamil Tatta („Großvater des Tamil“) bedacht.

## Leben

### Herkunft und frühe Jahre
U. V. Swaminatha Iyer wurde am 19. Februar 1855 im Dorf Sooriyamoolai im Distrikt Thanjavur im heutigen südindischen Bundesstaat Tamil Nadu in eine Familie von orthodoxen tamilischen Brahmanen aus der Kaste der Iyer geboren. In Sooriyamoolai befand sich das Elternhaus seiner Mutter Saraswathi, wohin diese sich für die Geburt zurückgezogen hatte. Der Heimatort der Familie war das Dorf Uthamadhanapuram (bei Papanasam im Distrikt Thanjavur). Da der Vater Venkatasubbaiyer, der seinen spärlichen Lebensunterhalt als Sänger und Ramayana-Erzähler verdiente, auf die Gunst wechselnder Gönner angewiesen war, verbrachte Swaminatha Iyer den Großteil seiner Kindheit an verschiedenen Orten in der Gegend von Ariyalur. Ab seinem fünften Lebensjahr erhielt Swaminatha Iyer eine traditionelle Ausbildung. Zunächst wurde er in der Dorfschule unterrichtet, später erhielt er Unterricht bei einer Reihe lokaler Gelehrter. Er zeigte früh ein großes Interesse am Tamil. Außerdem wurde er in karnatischer Musik ausgebildet. Für Sanskrit und Telugu konnte er sich nach eigenen Angaben nicht begeistern. Gleichwohl scheint er eine durchaus gute Kenntnis des Sanskrit erworben zu haben. In dem konservativen ländlichen Milieu, in dem Swaminatha Iyer aufwuchs, war das koloniale Bildungssystem, das zur gleichen Zeit zur Entstehung einer westlich gebildeten indischen Elite führte, noch nicht angekommen. Englisch lernte Swaminatha Iyer Zeit seines Lebens nicht. Im Alter von sechs Jahren durchlief Swaminatha Iyer seine brahmanische Initiation (upanayana). Mit 13 Jahren (zu jener Zeit ein übliches Heiratsalter) wurde er am 16. Juni 1868 mit Madurambigai verheiratet.

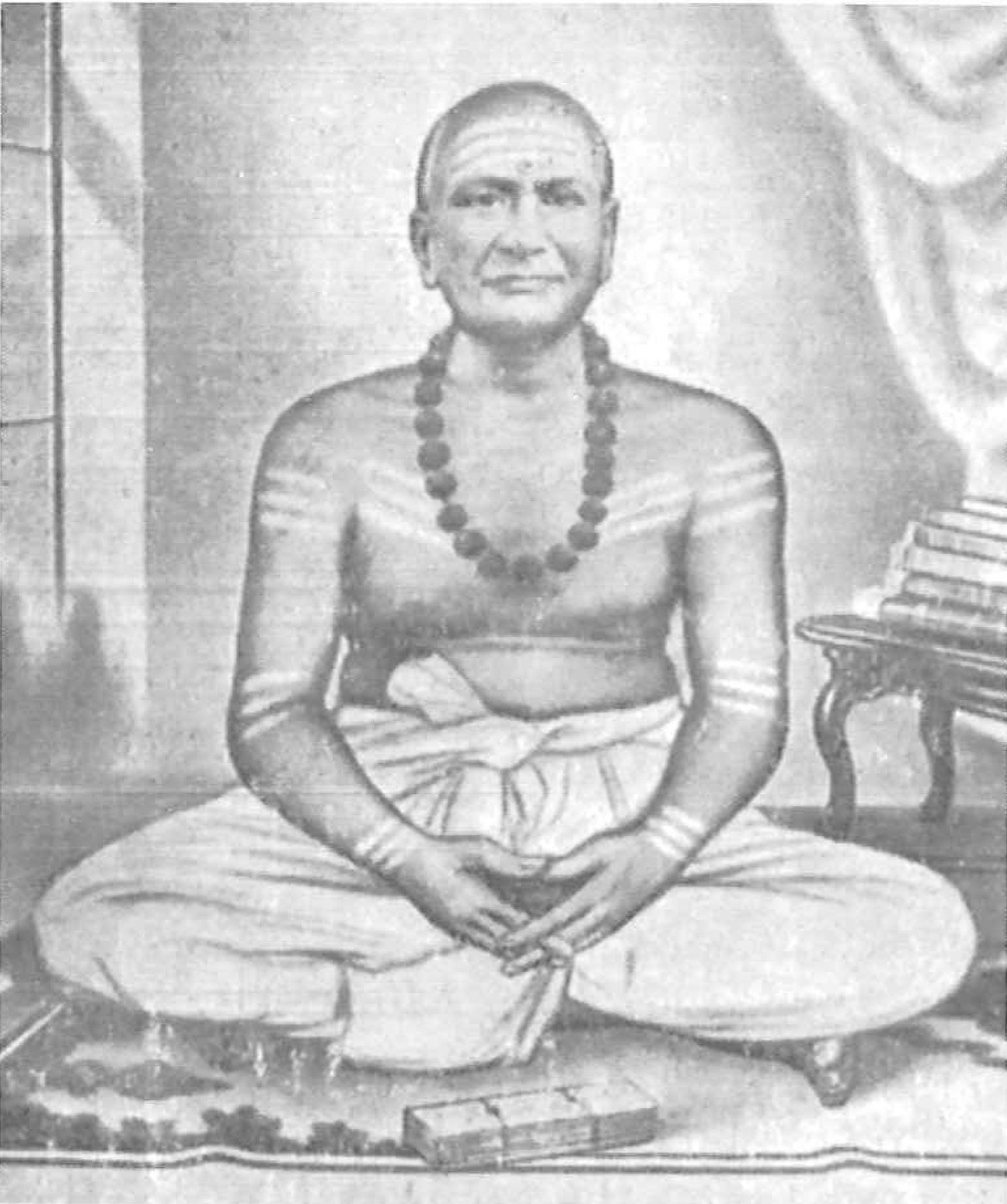
U. V. Swaminatha Iyers Lehrer Meenakshisundaram Pillai (1815–1876)

1871 verließ U. V. Swaminatha Iyer im Alter von 16 Jahren sein Elternhaus, um sein Studium des Tamil bei dem berühmten Dichtergelehrten T. Meenakshisundaram Pillai in Mayuram (Mayiladuthurai) fortzusetzen. 1872 folgte Swaminatha Iyer seinem Lehrer in das Hindu-Kloster (matha) von Tiruvavaduthurai, von welchem dieser gefördert wurde. Zwischen Meenakshisundaram Pillai und Swaminatha Iyer entwickelte sich in der Folge ein enges Lehrer-Schüler-Verhältnis. Swaminatha Iyer brachte seinem Meister schier grenzenlose Verehrung entgegen, und auch Meenakshisundaram Pillai scheint seinem Schüler sehr verbunden gewesen zu sein. Der Unterricht bestand im Studium tamilischer Literatur unter Anleitung des Lehrers. Als Medium dienten in erster Linie Palmblattmanuskripte, gedruckte Bücher waren nicht unbekannt, aber noch eine Seltenheit. Das Curriculum bestand vor allem aus Textgattungen, die im 19. Jahrhundert eine wichtige Rolle spielten, heute aber kaum mehr geschätzt werden, namentlich dem poetischen Prabandham-Genre und Ortslegenden (Sthalapuranas). Daneben studierte Swaminatha Iyer aber auch die moralischen Lehrgedichte Tirukkural und Naladiyar sowie das Epos Kambaramayanam. Die Sangam-Literatur oder die klassischen Epen, zu deren Wiederentdeckung Swaminatha Iyer später beitrug, spielten in seiner Ausbildung dagegen keine Rolle.

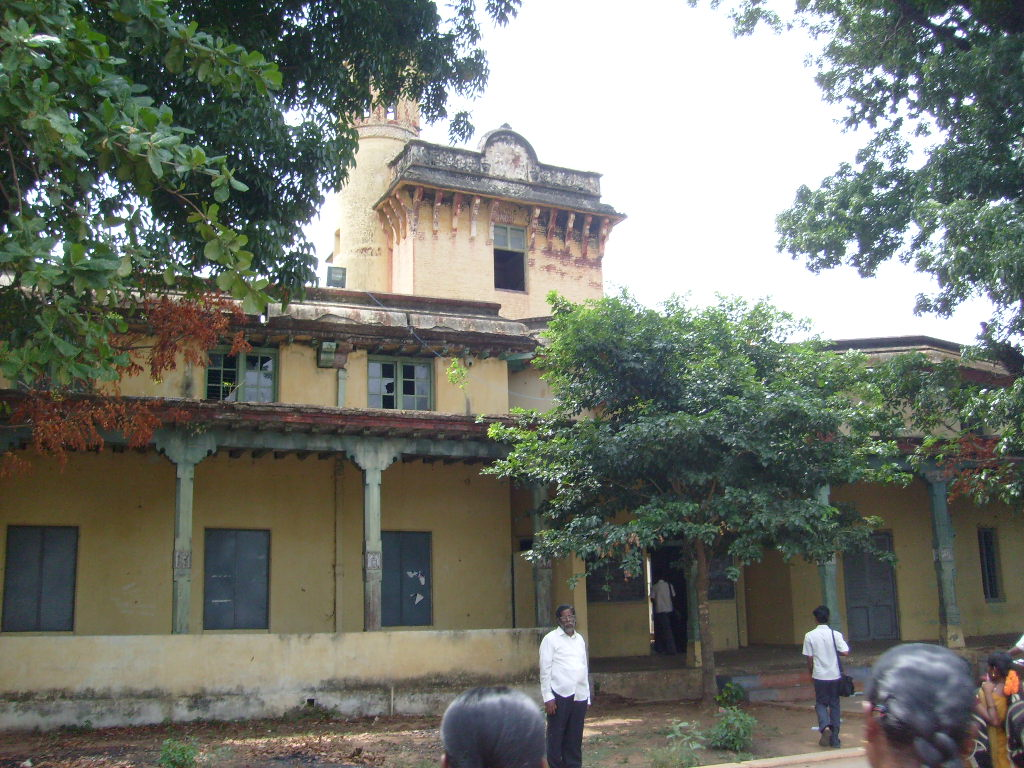
Das College von Kumbakonam, U. V. Swaminatha Iyers Wirkungsstätte ab 1880.

Im Jahr 1876 verstarb Meenakshisundaram Pillai. Auch nach dem Tod seines Lehrers blieb Swaminatha Iyer dem Kloster von Tiruvavaduthurai verbunden. Er setzte dort sein Studium unter der Anleitung des Abts des Klosters fort und begann gleichzeitig weniger fortgeschrittene Schüler zu unterrichten. 1877 veranlasste der Abt, dass Swaminatha Iyer regelmäßige finanzielle Unterstützung erhielt und ein Haus zur Verfügung gestellt bekam. Dadurch konnte er seine Eltern und seine Ehefrau nach Tiruvavaduthurai nachholen und ein reguläres Eheleben beginnen. 1880 verließ Swaminatha Iyer das Kloster aber, nachdem er durch Vermittlung seines pensionierten Vorgängers C. Thyagaraja Chettiar eine Stelle als Tamil-Dozent am College der Stadt Kumbakonam erhalten hatte. Dadurch kam er erstmals in Kontakt mit dem kolonialen Bildungssystem, das im 19. Jahrhundert mehr und mehr Perspektiven für einheimische Gelehrte bot, während die Bedeutung traditioneller Patronageinstitutionen – Klöster und Fürstenhöfe – abnahm. Swaminatha Iyers Familie folgte ihm nach Kumbakonam. Im selben Jahr wurde sein Sohn Kalyanasundaram Iyer geboren.

### Die Wiederentdeckung der klassischen Tamil-Literatur

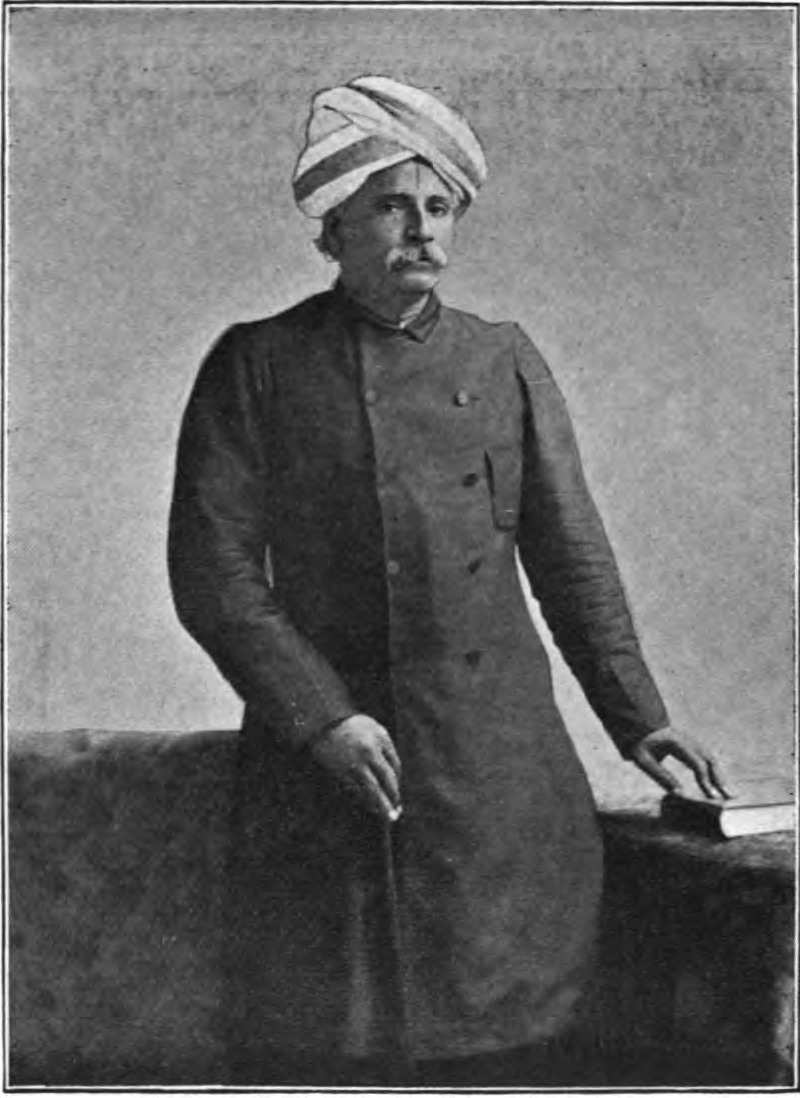
Salem Ramaswami Mudaliar (1853–1892)

Nach seinem Umzug nach Kumbakonam kam U. V. Swaminatha Iyer erstmals mit den ältesten Werken der Tamil-Literatur in Kontakt, die zu jener Zeit nur wenigen Menschen bekannt waren. Das Schlüsselerlebnis für Swaminatha Iyer war eine Begegnung mit Salem Ramaswami Mudaliar, einem literarisch interessierten Juristen, der kurz zuvor nach Kumbakonam versetzt worden war, im Jahr 1880. Ramaswami Mudaliar forderte Swaminatha Iyer auf, sich mit den alten Texten zu beschäftigen, und händigte ihm ein Manuskript des Sivagasindamani aus. Dabei handelt es sich um ein Epos aus der spätklassischen Phase der Tamil-Literatur, das wahrscheinlich im 10. Jahrhundert von einem jainistischen Autor verfasst wurde. Swaminatha Iyer begann den Text zu studieren und stellte dabei fest, dass es ihm schwer fiel, die altertümliche Sprache zu verstehen. Er fand aber heraus, dass Angehörige der Religionsgemeinschaft der Jainas das Sivagasindamani nach wie vor zeremoniell rezitierten, und erhielt von ihnen Hilfe bei der Interpretation des Textes. Das Sivagasindamani war zusammen mit einem Kommentar des Autors Nachinarkkiniyar (14. Jahrhundert) überliefert worden. Beim Studium des Kommentars stellte Swaminatha Iyer fest, dass er zahlreiche Zitate aus anderen alten Werken enthielt, die er nicht identifizieren konnte. Auf der Suche nach der Quelle der Zitate entdeckte er in der Bibliothek des Klosters von Tiruvavaduthurai Manuskripte der Sammlungen Ettuttogai und Pattuppattu. Diese bilden gemeinsam das Korpus der Sangam-Literatur, der ältesten Schicht der Tamil-Literatur, die auf das 1. bis 6. Jahrhundert zurückgeht. Swaminatha Iyer fand die Sangam-Texte schwer verständlich, war aber überaus fasziniert von der neuen Welt der klassischen Tamil-Literatur, die sich vor ihm auftat.
Im Zuge seiner Beschäftigung mit dem Sivagasindamani beschloss Swaminatha Iyer, eine Edition des Textes zu veröffentlichen. Darin spiegelt sich der Wandel der tamilischen literarischen Kultur im 19. Jahrhundert wider: Im Zuge der zunehmenden Verbreitung des Buchdrucks während der britischen Kolonialzeit wurden mehr und mehr tamilische Texte in Buchform veröffentlicht. Viele Gelehrte wurden dadurch zu Herausgebern, die gedruckte Editionen von Texten veröffentlichten. Swaminatha Iyer hatte selbst erste Erfahrungen mit der Herausgebertätigkeit gemacht, als er 1878 eine kurze Sammlung von Gedichten zeitgenössischer Dichter (darunter auch acht aus seiner eigenen Feder) veröffentlichte. Für seine Sivagasindamani-Edition sammelte Swaminatha Iyer weitere Manuskriptkopien des Werkes, deren Lesarten er miteinander verglich. Zur Finanzierung des Drucks griff er auf eine Art Abonnementsystem zurück, bei dem wohlhabende Einzelpersonen ihm im Voraus Geld zahlten und im Gegenzug ein Exemplar des Buches erhielten, sobald es gedruckt war. Die Edition des Sivagasindamani erschien schließlich 1887 in Madras (Chennai).

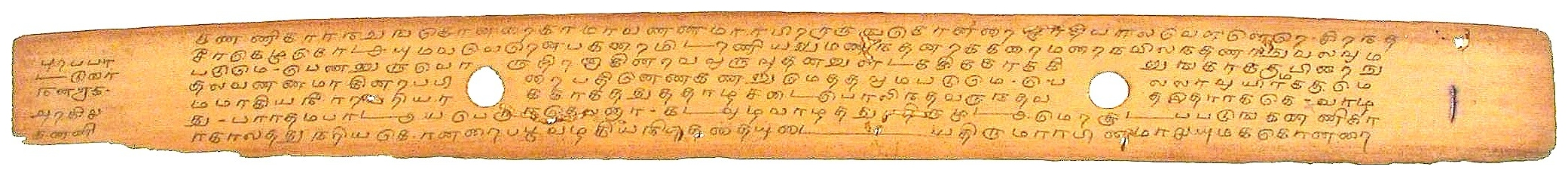
Seite aus einem Purananuru-Manuskript aus der Sammlung U. V. Swaminatha Iyers (heute in der U. V. Swaminatha Iyer Library aufbewahrt)

Parallel zu seiner Arbeit als College-Dozent setzte Swaminatha Iyer seine Forschungs- und Editionstätigkeit fort. Dazu unternahm er immer wieder Reisen in verschiedene Regionen des tamilischen Sprachgebiets, um Manuskripte klassischer Tamil-Texte zu sammeln. Dabei ging er von Haus zu Haus, um Dichtergelehrte aufzusuchen, bei denen er alte Handschriften vermutete. Häufig stellte er fest, dass sie bereits verloren gegangen oder zerfallen waren, aber dennoch gelang es ihm eine große Zahl von Manuskripten zu sammeln. Auf deren Grundlage veröffentlichte er weitere Textausgaben der klassischen Werke, die bisher nicht in gedruckter Form vorgelegen hatten. 1889 erschien eine Edition des Pattuppattu, der „zehn Gesänge“, die zusammen mit den „acht Anthologien“ (Ettuttogai) das Korpus der Sangam-Literatur bilden. In den nächsten Jahren folgten Editionen von zwei weiteren klassischen Epen, Silappadigaram (1892) und Manimegalai (1898), sowie der Sangam-Anthologien Purananuru (1894) und Aingurunuru (1903).

### Weiterer Lebensweg

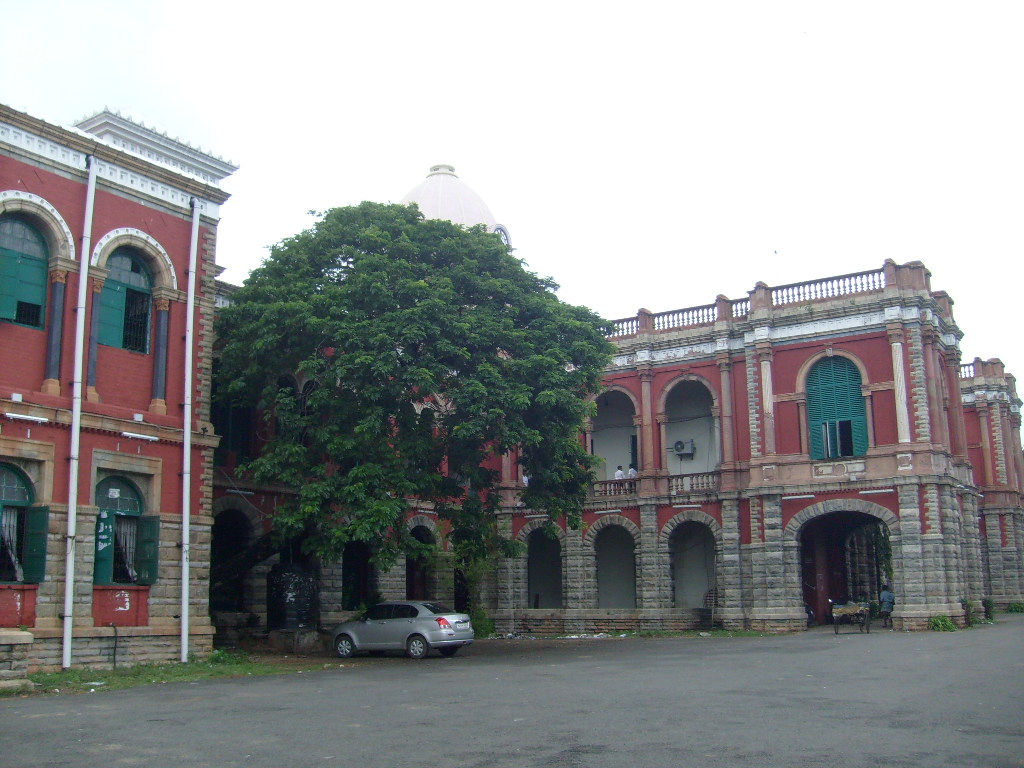
Das Presidency College in Madras, Swaminatha Iyers Wirkungsstätte von 1903 bis 1919.

1903 erhielt U. V. Swaminatha Iyer eine Stelle als Tamil-Dozent am Presidency College in Madras (heute Chennai). Die Gelegenheit, nach Madras umzuziehen, kam ihm gelegen, weil dort, im Zentrum des tamilischen Verlagswesens, auch seine Bücher erschienen und er so seine Herausgebertätigkeit einfacher fortsetzen konnte. Schon 1889 war ihm eine Stelle am Presidency College angeboten worden, die er aber aus Rücksicht auf den Gesundheitszustand seines Vaters, der damals noch lebte, ablehnte. 1904 mietete er ein Haus im Stadtteil Triplicane, das er zwei Jahre später kaufte. Es sollte bis zu seinem Lebensende sein Zuhause bleiben. Während seiner Zeit am Presidency College gab Swaminatha Iyer zwei weitere Sangam-Texte heraus: Paditruppattu (1904) und Paripadal (1918).
1919 ging Swaminatha Iyer in Rente. Ein Jahr nach seiner Pensionierung ging er zwischenzeitlich wieder in das Kloster von Tiruvavaduthurai, kehrte 1922 aber nach Madras zurück. 1924 wurde er Rektor des neugegründeten Sri Meenakshi College (der späteren Annamalai University) in Chidambaram, drei Jahre später musste er den Posten aber aus Gesundheitsgründen wieder aufgeben und ging wieder nach Madras. Auch in seinen späten Lebensjahren setzte Swaminatha Iyer seine Herausgebertätigkeit fort. Seine letzte wichtige Textausgabe war die 1937 veröffentlichte Edition der Sangam-Anthologie Kurundogai.
Während des Zweiten Weltkriegs verließ Swaminatha Iyer im Jahr 1942, wie viele Einwohner von Madras, die Stadt aus Furcht vor einem japanischen Bombenangriff und begab sich in die Kleinstadt Tirukalukundram. Dort verstarb er am 28. April 1942 im Alter von 87 Jahren nach kurzer, aber schwerer Krankheit.

## Werk

### Textausgaben

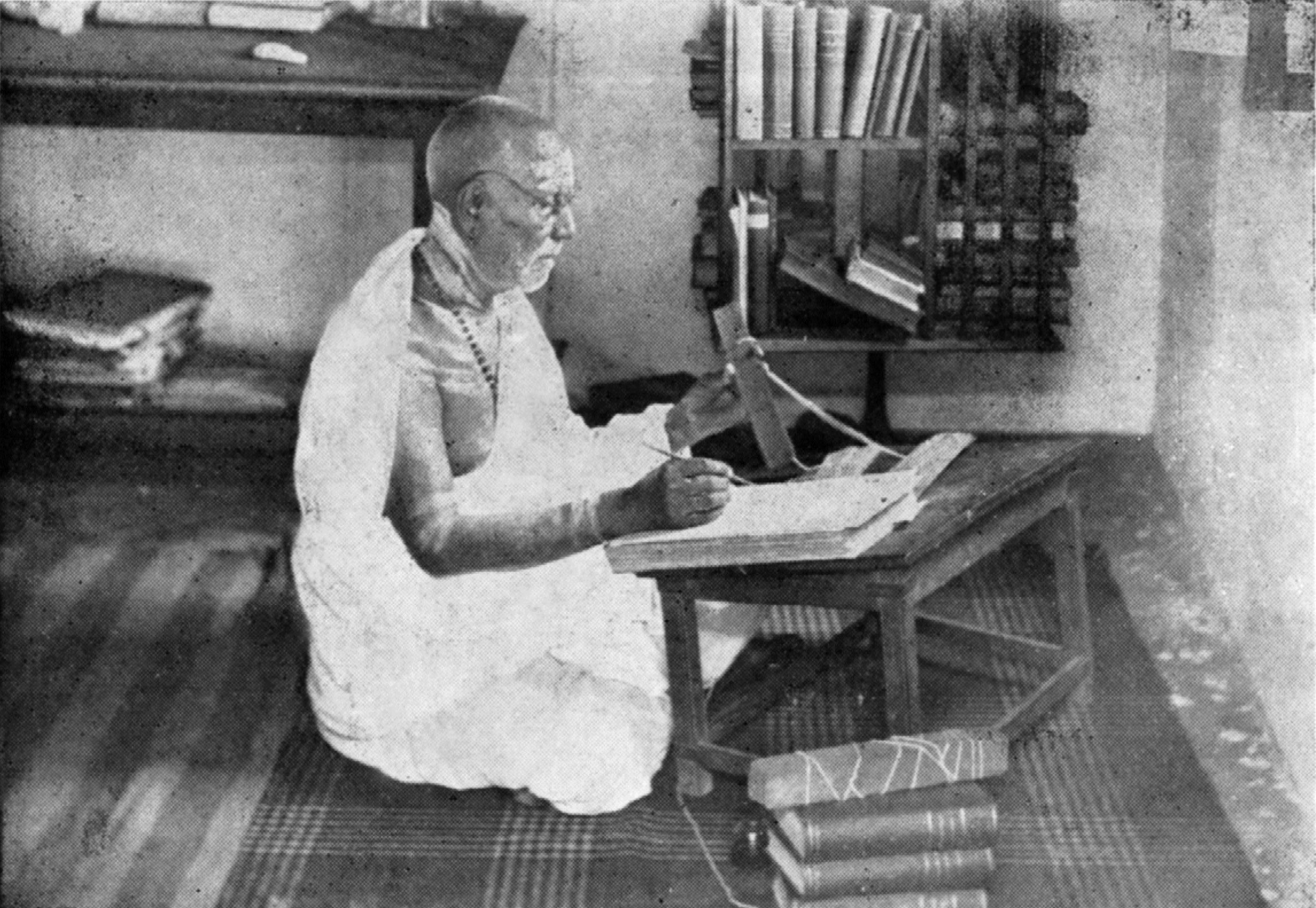
U. V. Swaminatha Iyer beim Studium von Palmblattmanuskripten

Im Laufe seines langen und produktiven Lebens veröffentlichte U. V. Swaminatha Iyer eine beträchtliche Zahl an Textausgaben auf der Grundlage der Palmblattmanuskripte, die er gesammelt hatte. Die größte Bedeutung hatten seine Editionen der Sangam-Werke, welche die älteste Schicht der tamilischen Literatur bilden, und der Epen aus der Zeit, die direkt auf die Sangam-Periode folgt. Swaminatha Iyer war mitnichten der einzige Forscher, der in diesem Bereich tätig war. Neben ihm ist vor allem sein älterer Zeitgenosse C. W. Damodaram Pillai (1832–1901) zu nennen, mit dem Swaminatha Iyer ein kollegiales, aber mitunter auch von Rivalität geprägtes Verhältnis verband. Swaminatha Iyer war aber mit Abstand der produktivste der Herausgeber. Von den 18 Werken der Sangam-Literatur veröffentlichte er die zehn längeren Einzelgedichte der Sammlung Pattuppattu als Gesamtausgabe (1889) sowie fünf der acht Anthologien der Ettuttogai-Sammlung: Purananuru (1894), Aingurunuru (1903), Paditruppattu (1904), Paripadal (1918) und Kurundogai (1937). Bis auf das Kurundogai handelte es sich jeweils um die Erstausgabe. Auch veröffentlichte er als erster die drei erhaltenen Epen der Nach-Sangam-Zeit: Sivagasindamani (1887), Silappadigaram (1892) und Manimegalai (1898). Daneben produzierte Swaminatha Iyer Ausgaben von zwei weiteren erzählenden Dichtungen – Perunkadai (1925) und Udayanakumara Kaviyam (1935) – sowie von vier Grammatikwerken: Purapporul Venbamalai (1895), Nannul mit den Kommentaren des Mayilainadar (1918) und des Namachivayar (1925) sowie Tamilneri Vilakkam (1937). Hinzu kommen Ausgaben von 14 Ortslegenden (Sthalapuranas) und 44 Werken des Prabandham-Genres, darunter vielen, die von seinem Lehrer T. Meenakshisundaram Pillai verfasst worden waren.

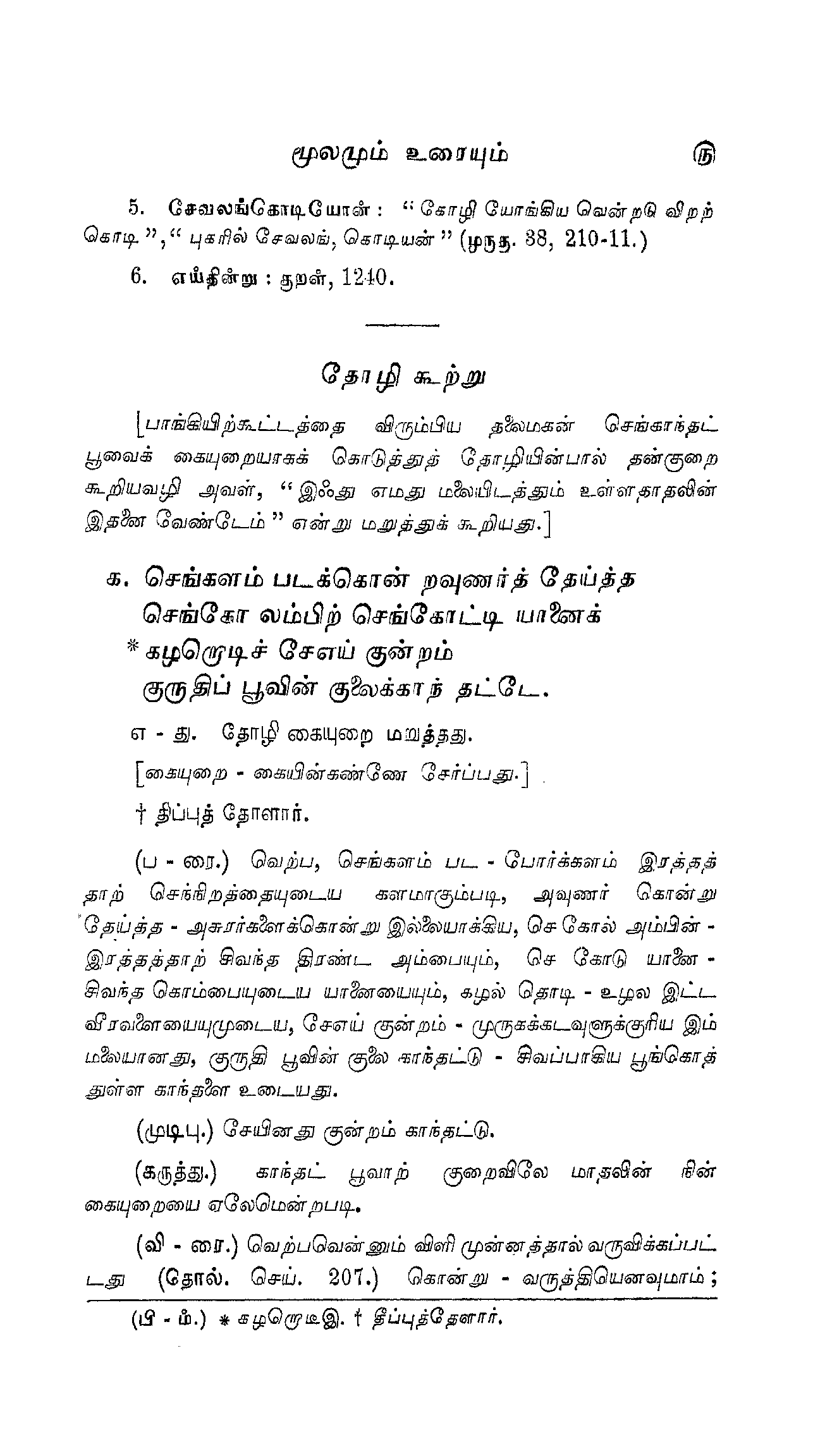
Eine Seite aus U. V. Swaminatha Iyers Ausgabe des Kurundogai (1937)

Obwohl Swaminatha Iyer in Hinsicht auf die Editionswissenschaft ein Autodidakt war, gehören seine Textausgaben zu den bedeutendsten Leistungen der tamilischen Philologie und gelten bis heute als Standardwerke. Sie erfüllen zwar nicht die Kriterien einer kritischen Edition, beruhen aber auf dem sorgfältigen Vergleich der Lesarten in den Handschriften und geben Textvarianten an. Swaminatha Iyer stattete seine Ausgaben mit umfangreichen Einleitungen, Anmerkungen und Indizes aus. Wo kein alter Kommentar vorhanden war, verfasste er selbst einen. Swaminatha Iyers Kommentare haben so maßgeblich zum heutigen Verständnis der klassischen Tamil-Werke beigetragen.

### Eigene Werke
In dem traditionellen tamilischen System waren Schriftgelehrte stets auch gleichzeitig selbst Dichter. Auch U. V. Swaminatha Iyer wurde in der Dichtkunst ausgebildet, legte in diesem Metier aber weniger Ehrgeiz an den Tag denn als Forscher. Er verfasste eine Reihe von Einzelgedichten zu besonderen Anlässen. Einige dieser Gedichte wurden in Sammlungen von Einzelgedichten veröffentlicht. Ein Beispiel ist eine Elegie, die Swaminatha Iyer 1888 anlässlich des Todes von Subramaniya Desigar, dem Abt des Klosters von Tiruvavaduthurai, verfasste:

„கருணையெனுங் கடல்பெருகு மடையாய நினதுவிழிக் கடையும் சீதத்

தருணமதி யனையமுக மண்டலமுந் தெளியமுத தாரை போல

வருமினிய மொழிவாக்கும் வருவோர்க்கு வரையாது வழங்கு கையும்

திருவருட்சுப் பிரமணிய குருமணியே காண்பதென்று சிறியேன் மன்னோ.“

„Karuṇai eṉum kaṭal peruku maṭai āya niṉatu viḻikkaṭaiyum cīta

taruṇamati aṉai mukamaṇṭalamum teḷi amutatārai pōla

arum iṉiya moḻi vākkum varuvōrkku varaiyātu vaḻaṅku kaiyum

tiruvaruḷ cuppiramaṇiya kurumaṇiyē kāṇpat’ eṉṟu ciṟiyēṉ maṉṉō.“

„Deine Augen, offene Schleusen des Meeres der Barmherzigkeit,

dein Gesicht, wie der kühle Neumond,

dein Mund voll rarer süßer Worte, wie klares Ambrosia,

deine Hände, die jeden, der dich aufsucht, grenzenlos beschenken –

Subramaniya von göttlicher Gnade, Juwel unter den Lehrern!

Wann soll ich, Unbedeutender, sie wieder sehen?“

In Prosa veröffentlichte Swaminatha Iyer eine Reihe von Forschungsaufsätzen sowie mehrere biografische Werke. Seine Autobiografie mit dem Titel En Sarittiram („meine Lebensgeschichte“) erschien zwischen 1940 und 1942 als Serie in der Zeitschrift Ananda Vikadan. Durch Swaminatha Iyers Tod blieb die Autobiografie unvollendet; sie deckt den Zeitraum bis 1899 ab. 1950 wurde sie in Buchform veröffentlicht. Daneben veröffentlichte Swaminatha eine Biografie seines Lehrers Meenakshisundaram Pillai. Diese beiden sehr detaillierten Biografien gehören zu den wichtigsten Quellen für die Kultur- und Sozialgeschichte Tamil Nadus im 19. Jahrhundert.

## Nachleben

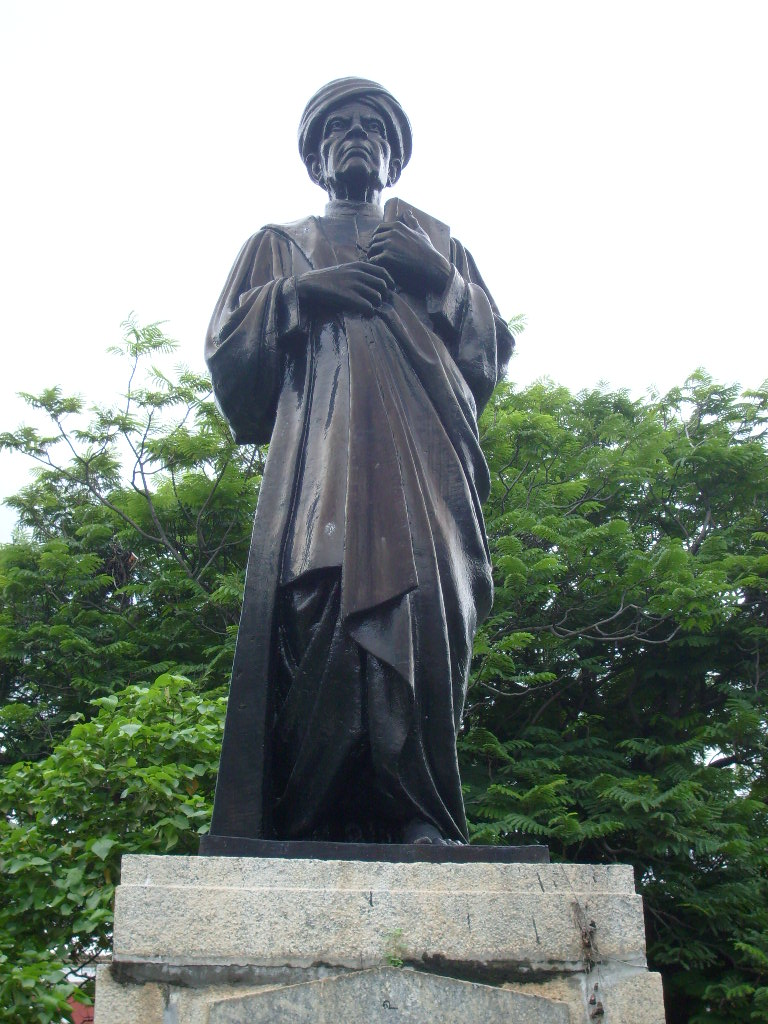
Statue U. V. Swaminatha Iyers vor dem Presidency College in Chennai

Durch seine Textausgaben trug U. V. Swaminatha Iyer maßgeblich dazu bei, die Werke der Sangam-Literatur und die spätklassischen Epen, die zuvor weitgehend in Vergessenheit geraten waren, einem weiteren Leserkreis zugänglich zu machen. Die Wiederentdeckung der Sangam-Literatur löste die sogenannte Tamilische Renaissance aus, die enorme gesellschaftliche Konsequenzen hatte. In einer Zeit, in der das tamilische Kulturbewusstsein im Erstarken begriffen war, wurde die neuentdeckte klassische Literatur als Beleg für das hohe Alter und die Eigenständigkeit der tamilischen Kultur gesehen. Bis heute gehören die Sangam-Werke zu den wichtigsten kulturellen Ikonen der Tamilen.
Obwohl neben Swaminatha Iyer auch andere Forscher Textausgaben klassischer Texte produzierten, ist es vor allem sein Name, der mit der Wiederentdeckung der Sangam-Literatur verbunden wird. Neben der Tatsache, dass er der produktivste der Herausgeber war, mag auch seine vielbeachtete Autobiografie dazu beigetragen haben. Heute ist Swaminatha Iyer unter dem Beinamen Tamil Tatta („Großvater des Tamil“) bekannt. Selbst unter radikalen Anhängern der Dravidischen Bewegung, die ansonsten antibrahmanisch eingestellt sind, wird er trotz seiner brahmanischen Herkunft wegen seiner Verdienste um das Tamil geachtet. In seiner Autobiografie beschreibt Swawminatha Iyer wortreich seine Liebe zur Tamilsprache, die er als „Mutter“ und „Göttin“ beschreibt. In den sprachpolitischen Debatten um das Tamil nahm Swaminatha Iyer eine vermittelnde Rolle zwischen den sprachpuristischen Anhängern der „Reines-Tamil-Bewegung“ (Tanittamil iyakkam) und Kreisen, die das Sanskrit gegenüber dem Tamil bevorzugten. Er sprach sich dafür aus, aus anderen Sprachen entlehnte Begriffe im Tamil beizubehalten, forderte aber, Entlehnungen müssten lautlich an das Tamil angepasst werden.
Die Regierung Britisch-Indiens verlieh Swaminatha Iyer 1906 den Ehrentitel Mahamahopadhyaya („größter der großen Lehrer“). Vom Shankaracharya von Kanchipuram erhielt er 1925 den Titel Dakshinatya Kalanidhi („Schatzkammer der Gelehrsamkeit des Südens“). Zudem empfing er 1932 die Ehrendoktorwürde der University of Madras. 1948 wurde vor seiner ehemaligen Wirkungsstätte, dem Presidency College, eine Statue Swaminatha Iyers aufgestellt. Sein Elternhaus im Heimatdorf Uthamadhanapuram wurde 2008 in eine Gedenkstätte umgewandelt. Swaminatha Iyers Haus im Chennaier Stadtteil Triplicane, in dem er fast 40 Jahre lebte, wurde dagegen 2012 abgerissen.

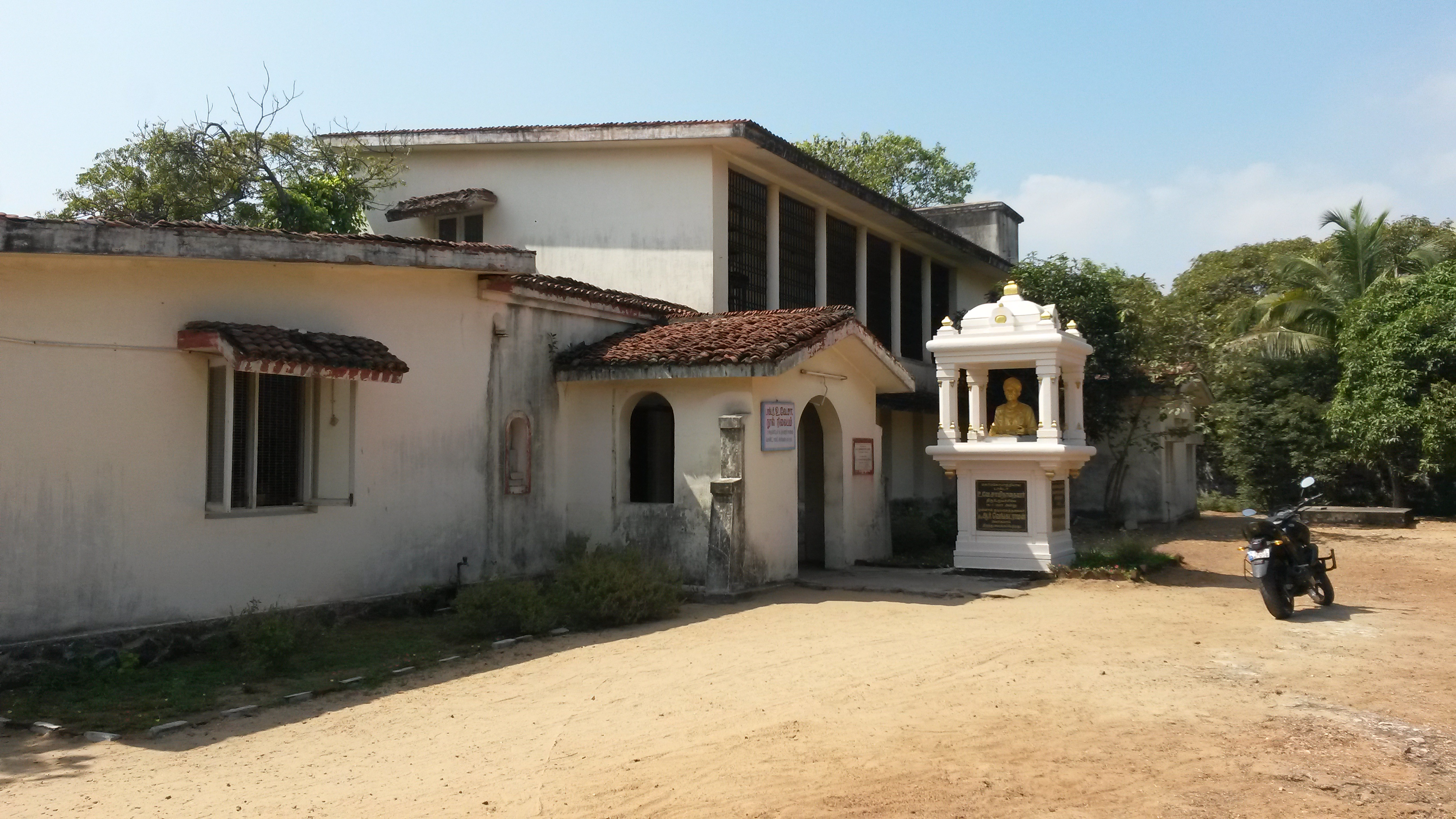
Die U. V. Swaminatha Iyer Library

Aus Swamninatha Iyers Manuskript- und Buchsammlung ging nach seinem Tod die U. V. Swaminatha Iyer Library hervor. Die Bibliothek wurde 1943 von Swaminatha Iyers Sohn Kalyanasundaram Iyer mit Unterstützung der Theosophin Rukmini Devi Arundale gegründet. Seit 1967 befindet sie sich an ihrem heutigen Standort auf dem Campus der Kalakshetra Foundation im Chennaier Stadtteil Besant Nagar. Mit rund 2.200 Palmblatt- und 850 Papiermanuskripten gehört sie zu den wichtigsten Sammlungen von tamilischen Handschriften.